# Rosa willmottiae
Rosa willmottiae är en rosväxtart som beskrevs av William Botting Hemsley. Rosa willmottiae ingår i släktet rosor, och familjen rosväxter. Utöver nominatformen finns också underarten R. w. glandulifera.

## Bildgalleri

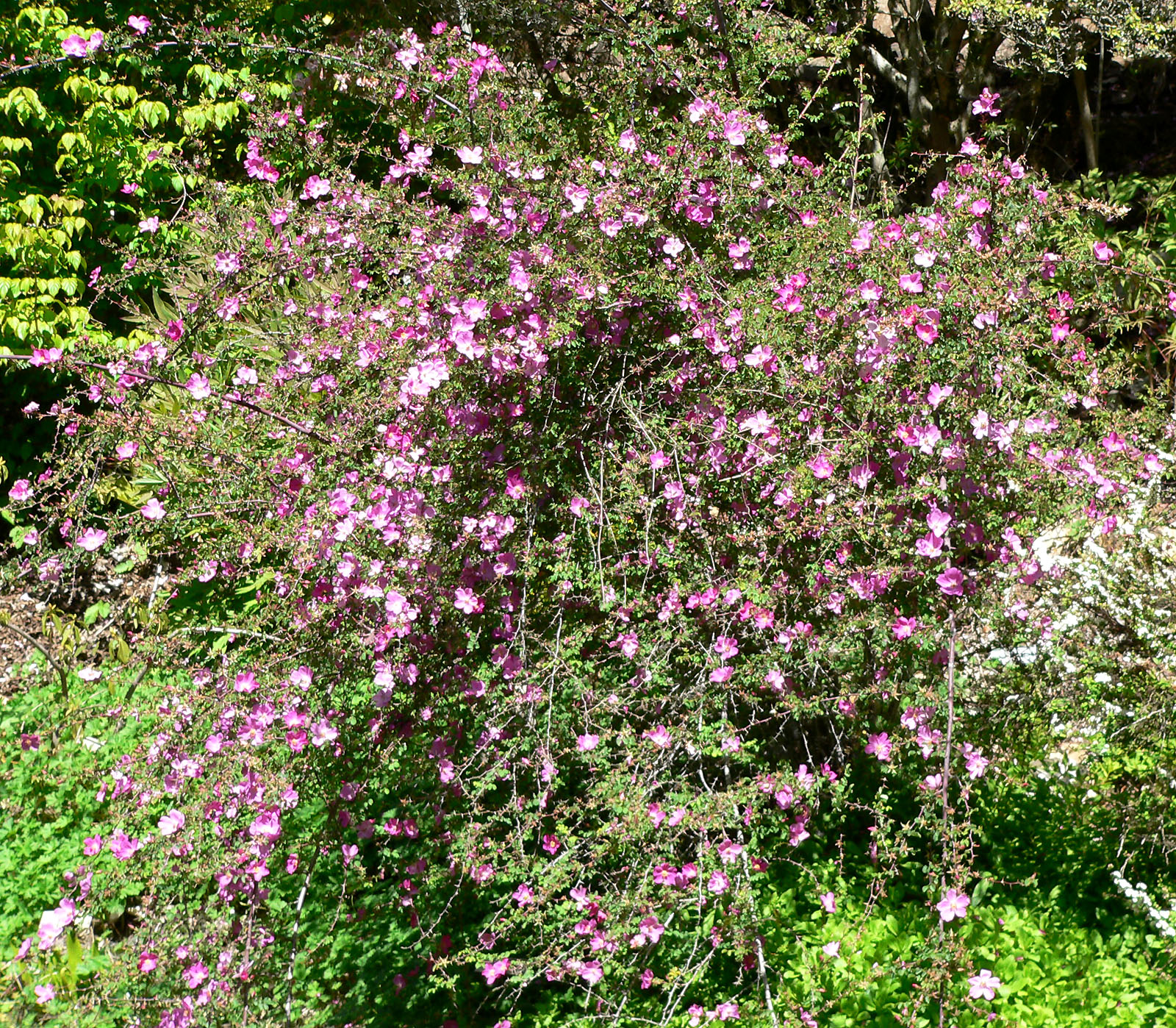
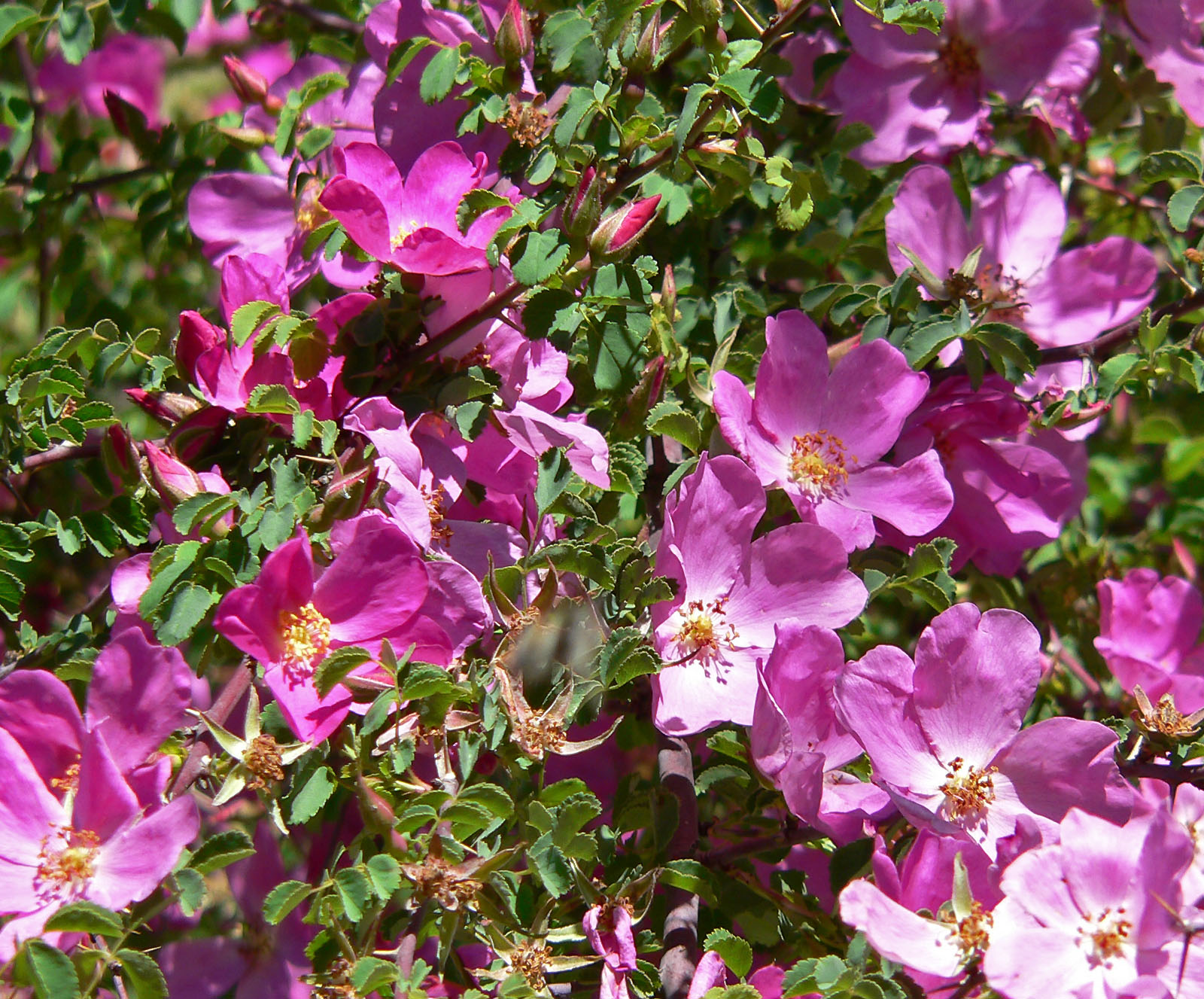
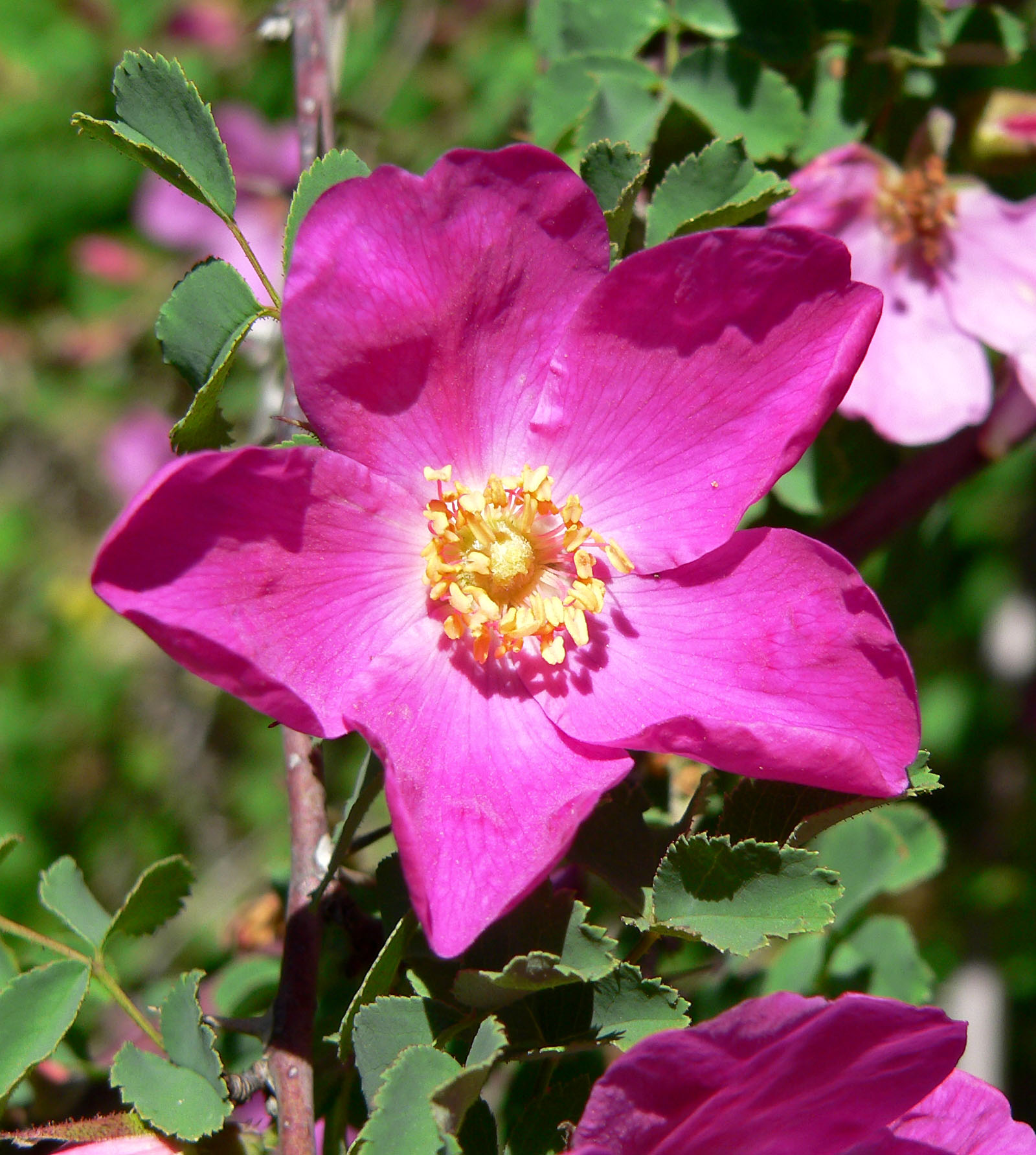
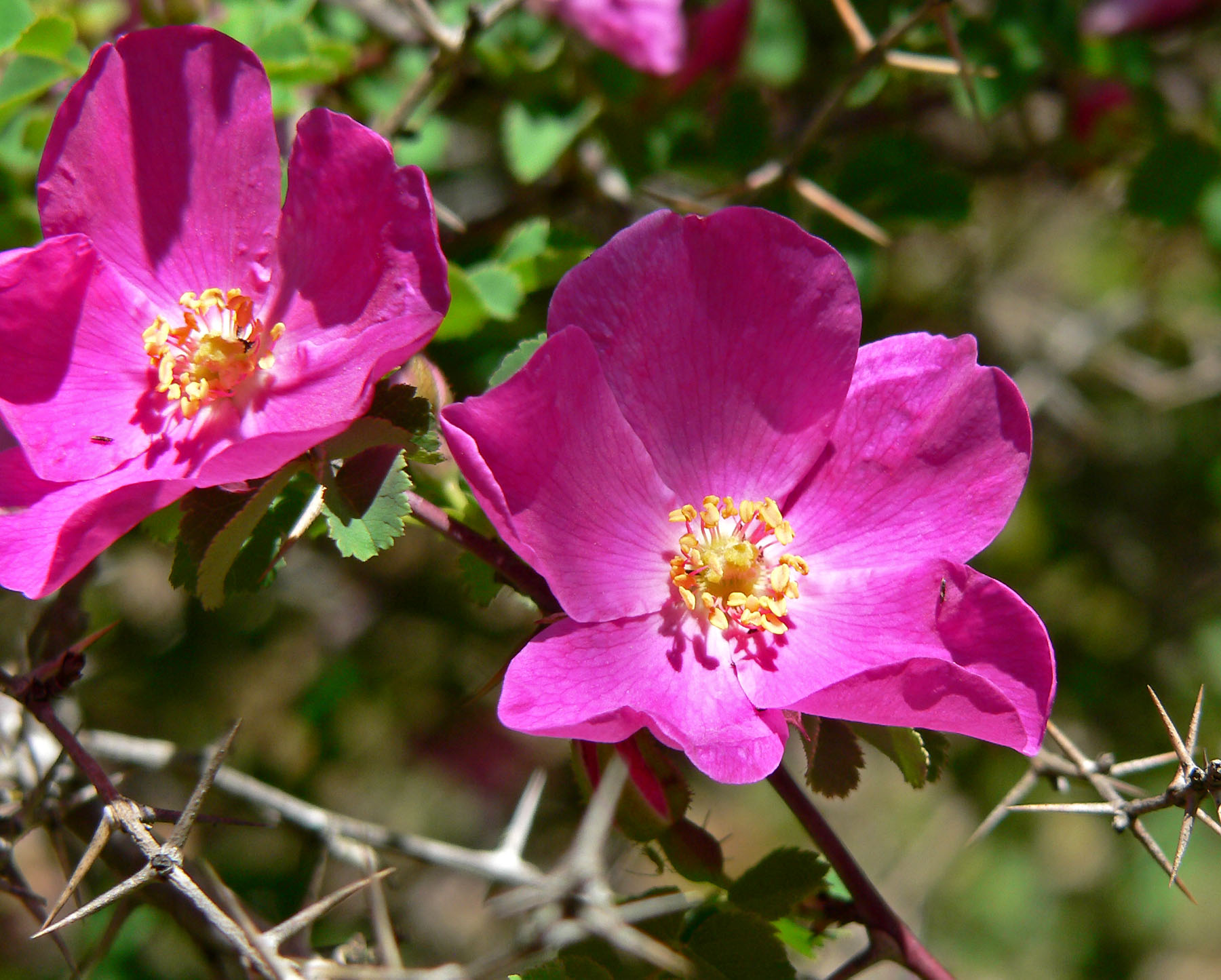
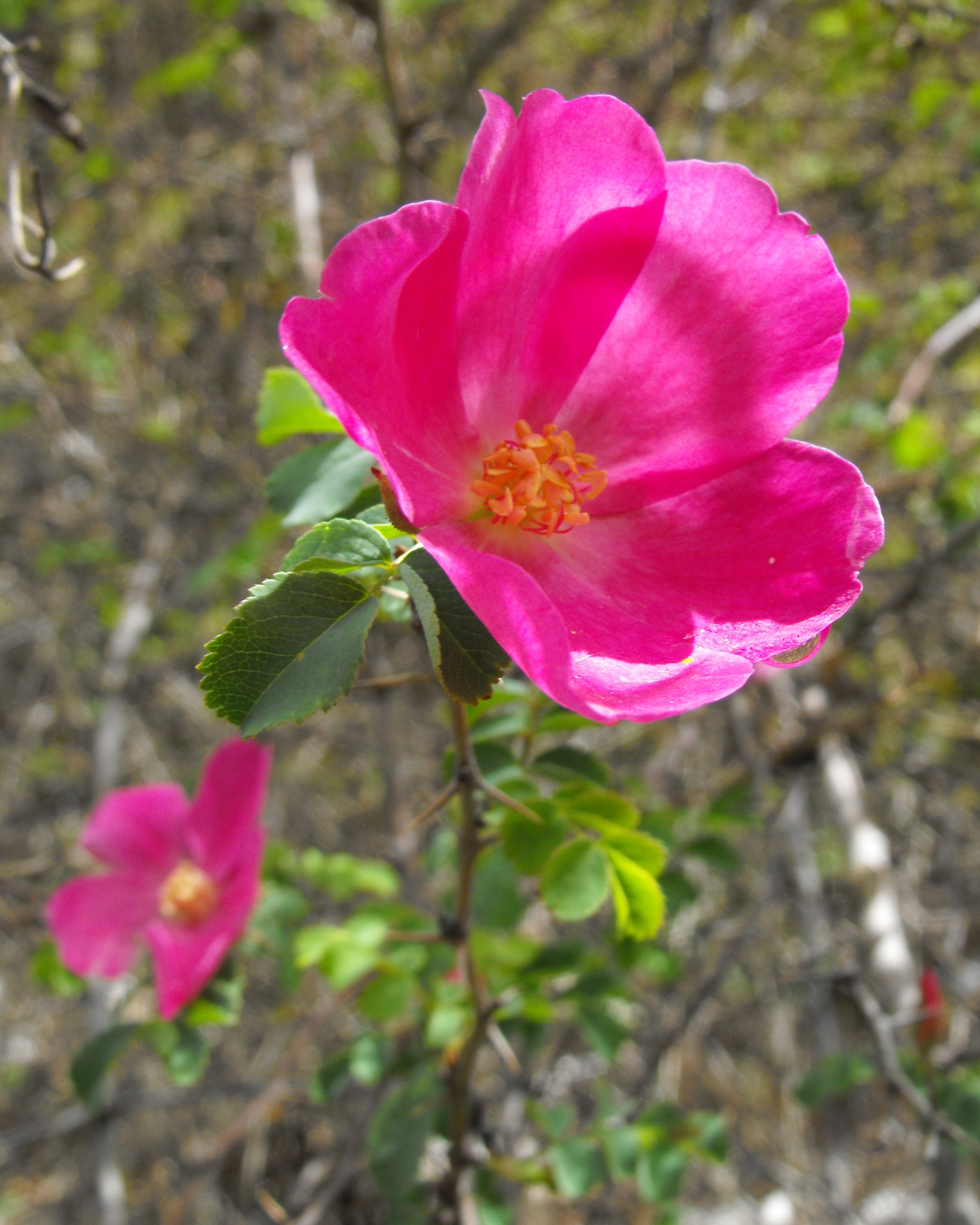